# 基斯迪辛特足球會
基斯迪辛特足球會（挪威語：Kristiansund BK），又譯基斯迪辛德，是一支位於挪威克里斯蒂安松的足球會。現時於挪威足球超级联赛作賽。基斯迪辛特於2003年秋季成立，由基市的兩大宿敵基斯迪辛特足球會（Kristiansund FK）和哥辛根足球會（Clausenengen FK）合併而組成的全新精英隊伍。
基斯迪辛特在2016年球季挪甲取得冠軍，首奪該項賽事冠軍之餘，亦歷史性首次躋身頂級聯賽，首度征戰2017年度挪超聯賽。

## 外部連結
- 官網（页面存档备份，存于）（挪威文）